# Richard Vincent Allen
Richard Vincent Allen (Collingswood, 1 de enero de 1936 - Denver, 16 de noviembre de 2024) fue un politólogo estadounidense. Fue Consejero de Seguridad Nacional del presidente Ronald Reagan (1981-1982).

## Primeros años
Nacido en una familia católica, se graduó en Ciencias Políticas por la Universidad de Notre Dame, y completó sus estudios en Europa, en la Universidad de Feiburg y la Universidad de Múnich. Entre 1963 y 1966 sirvió como analista e investigador en el Center for Strategic and International Studies, del que fue cofundador, y entre 1966 y 1968 en el Hoover Institution on War, Revolution and Peace de la Universidad de Stanford, en California. 
En 1968 se tomó una excedencia en la Hoover Institution para integrarse en el equipo de campaña de Richard Nixon, como coordinador de política exterior, y en 1969 sirvió en el Consejo de Seguridad Nacional de la Casa Blanca a las órdenes de Henry Kissinger. 
A mediados de los 70 participó junto a otros académicos de la política exterior como Richard Pipes, Paul Nitze o Max Kampelman, en la reflotación del Committee on the Present Danger (Comité del Peligro Presente), un grupo de interés que advirtió sobre el rearme nuclear y convencional soviético, y la vulnerabilidad de la Defensa estadounidense, para exigir un drástico refuerzo militar.

## Consejero de Seguridad Nacional (1981-1982)
Tras el fallido intento de 1976, Ronald Reagan empezó a planificar una nueva campaña presidencial para 1980, y en 1977 incorporó a Richard Allen a su equipo de asesores. En una primera conversación en Los Ángeles entre candidato y asesor, Reagan le dijo, "Dick, mi idea sobre la política americana hacia la Unión Soviética es sencilla, y algunos dirían que simplista. Es así: nosotros ganamos y ellos pierden. ¿Qué opinas de ello?" Así empezó una colaboración de cuatro años que culminó con el nombramiento de Allen como Consejero de Seguridad Nacional en 1981. 
Reagan había prometido durante la campaña que limitaría los poderes del Consejo de Seguridad Nacional, para evitar la bicefalia entre el CSN y el Departamento de Estado en la formulación de la política exterior, que se había manifestado en la Administración Carter. El cumplimiento de la promesa acotó demasiado el papel de Allen en el Gabinete: se convirtió en el primer (y único) Consejero de Seguridad Nacional que no ha tenido acceso directo a su Presidente. Fue desposeído de la función de informar diaria y personalmente al Presidente sobre la actualidad internacional, y obligado a hacerlo siempre a través del consejero presidencial Edwin Meese, el hombre más cercano al Presidente Reagan. 
Tuvo que soportar además las intrigas del Secretario de Estado Alexander Haig, con el que mantuvo unas relaciones pésimas. A principios de 1981, Haig presentó un borrador a Edwin Meese planteando que el control sobre los distintos grupos interagenciales del Consejo de Seguridad Nacional pasase al Departamento de Estado, en un intento por concentrar el mismo grado de poder que tuvo Kissinger en la Administración Nixon. La Casa Blanca rechazó la iniciativa de Haig por miedo a que el presidente perdiera su protagonismo como principal enunciador de la política exterior, pero Allen no quedó satisfecho. Se sentía irrelevante y consideraba que Meese, el Jefe de Gabinete James Baker, y su adjunto Mike Deaver, eran las únicas personas que contaban realmente para el Presidente.
Allen dimitió en enero de 1982 después de un escándalo por haber aceptado un sobre con mil dólares y dos relojes de una revista japonesa a cambio de conseguirles una entrevista exclusiva con la primera dama Nancy Reagan. Aunque la razón de fondo de su dimisión fueron las luchas internas en el Gabinete, ya que el Departamento de Justicia le había declarado inocente de cualquier ilegalidad.

## Actividades posteriores
Tras abandonar la Casa Blanca, fundó el Centro de Estudios Asiáticos de la Heritage Foundation, y la Richard V. Allen Company, una firma de servicios de consultoría que lo convirtió en uno de los más importantes lobbyistas para los intereses de Corea del Sur en Washington D. C.. Desde 2001 forma parte del comité asesor del Defense Policy Board del Departamento de Defensa. 
Es miembro del Council on Foreign Relations (CFR), el Council for National Policy, el Nixon Center, el American Center for Democracy, el Project for the New American Century, y pertenece a la junta de la Ronald Reagan Presidential Foundation.